# آندرافیابه
آندرافیابه (به لاتین: Andrafiabe) یک منطقهٔ مسکونی در ماداگاسکار است که در آنتسینانا دوم واقع شده‌است. آندرافیابه ۲٬۰۸۰ نفر جمعیت دارد و ۱۳۸ متر بالاتر از سطح دریا واقع شده‌است.